# Synsepalum gabonense
Synsepalum gabonense är en tvåhjärtbladig växtart som först beskrevs av André Aubréville och François Pellegrin, och fick sitt nu gällande namn av Terence Dale Pennington. Synsepalum gabonense ingår i släktet Synsepalum och familjen Sapotaceae.
Artens utbredningsområde är Gabon. Inga underarter finns listade i Catalogue of Life.